# UiO
UiO (skrót od norw. Universitetet i Oslo) - rodzina szkieletów metalo-organicznych (MOF-ów) zbudowanych z klastrów cyrkonowych oraz liniowych linkerów dikarboksylowych. Synteza tych materiałów została po raz pierwszy opisana w roku 2008. UiO znane są ze swojej stabilności chemicznej i wysokiej jak na MOF-y odporności na wodę.

## Budowa i nazewnictwo

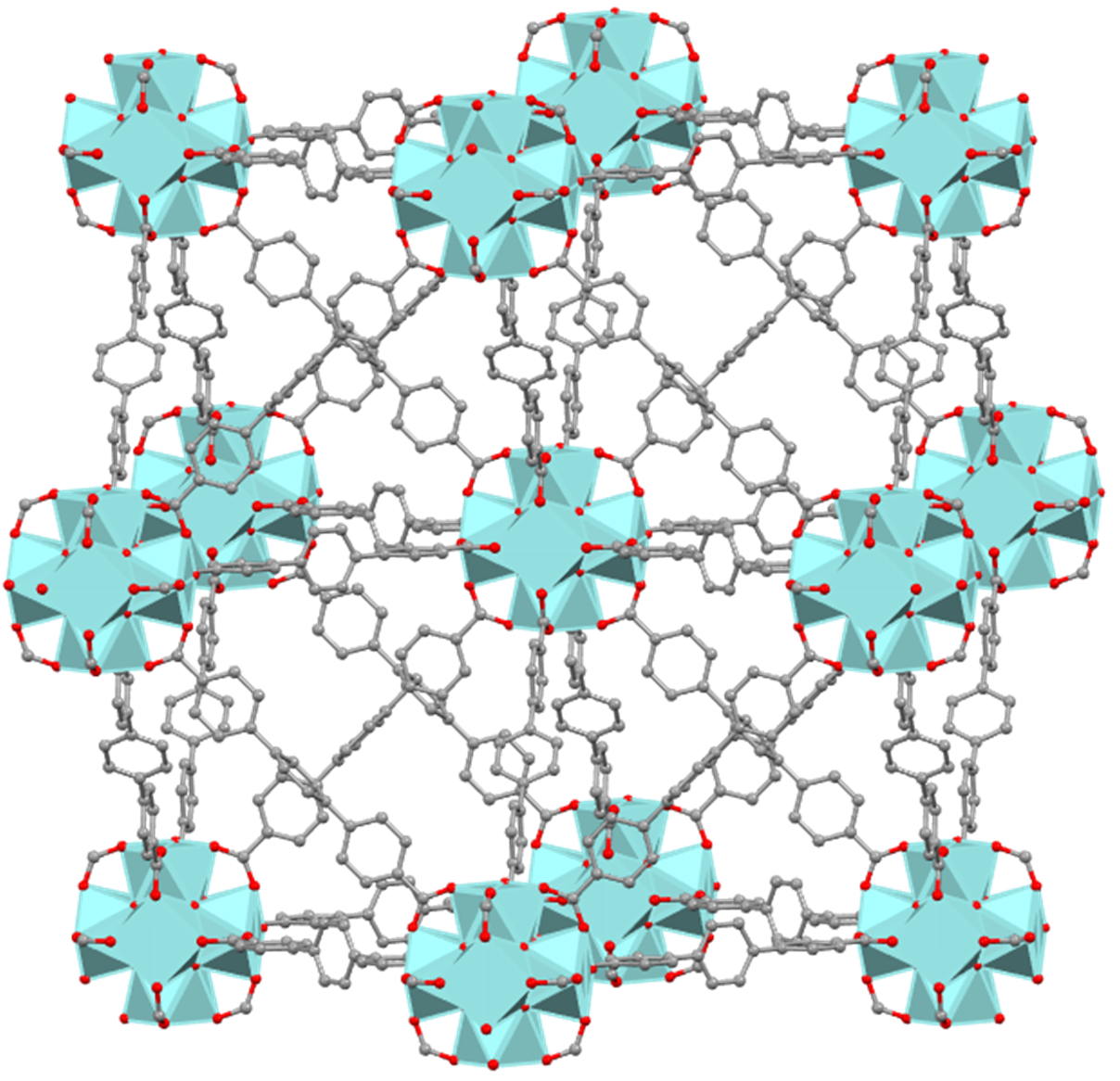
Fragment struktury kryształu UiO-68. Atomy wodoru pominięto dla przejrzystości rysunku.

MOF-y UiO zbudowane są z klastrów zawierających jony Zr4+, O2- i OH-, które połączone są linkerami dikarboksylowymi tworząc trójwymiarową sieć zawierającą pory w kształcie oktaedrycznym i tetraedrycznym. W idealnym krysztale każdy klaster jest połączony z dwunastoma linkerami. Jako linkery mogą być wykorzystane cząsteczki o różnej długości, co uwzględnia się w nazwie takiego materiału. MOF-y UiO otrzymane z kwasu tereftalowego (1,4-benzenodikarboksylowego) oznaczane są symbolem UiO-66, z dłuższego kwasu 4,4′-bifenylodikarboksylowego UiO-67, a z kwasu 4,4′′-terfenylodikarboksylowego UiO-68. Obecność dodatkowych grup funkcyjnych również zaznacza się modyfikując odpowiednio nazwę, na przykład materiał otrzymany z kwasu 2-aminotereftalowego oznaczamy jako UiO-66-NH2, z kwasu 2-bromotereftalowego UiO-66-Br itd.
Do tej pory najszerzej badane są UiO-66 oraz jego pochodne, ponieważ odpowiednie linkery konieczne do ich syntezy są powszechnie dostępnymi i tanimi odczynnikami.

## Synteza
MOF-y UiO otrzymuje się metodą solwotermalną w reakcji nieorganicznej soli cyrkonu (chlorek cyrkonu lub chlorek cyrkonylu) z organicznym linkerem w dimetyloformamidzie, najczęściej w temperaturze 120°C. Żeby w wyniku takiej reakcji otrzymać dobrze wykształcone kryształy często konieczne jest zastosowanie modulatorów, czyli substancji które, tak samo jak linker, mogą tworzyć wiązania koordynacyjne z klastrami, jednak nie mogą tworzyć polimeru koordynacyjnego. Cząsteczki modulatora odpowiedzialne są za rozrywanie tworzących się w trakcie syntezy wiązań między klastrami a linkerami, dzięki czemu możliwa jest korekcja powstających w trakcie syntezy defektów. Jako modulatory najczęściej stosuje się kwas octowy i kwas benzoesowy, czyli substancje zawierające w swojej strukturze tylko jedną grupę karboksylową. Opisane są także przykłady użycia jako modulatorów kwasów nieorganicznych, tj. kwas solny. 

## Defekty
Cechą wspólną MOF-ów UiO jest występowanie w ich strukturze defektów spowodowanych nieprawidłowym stosunkiem ilości linkerów do klastrów. Zazwyczaj obserwuje się defekty wynikające z obniżonej ilości linkerów. Defekty powodują obniżenie stabilności materiału, co związane jest z zapadaniem się porów. Aby zapobiec powstawaniu dużej ilości defektów w UiO, stosuje się wysoką temperaturę syntezy (najczęściej 120°C). Tego typu warunki są ograniczeniem dla bezpośredniej syntezy MOF-ów UiO zawierających w swojej strukturze wrażliwe chemicznie grupy funkcyjne (tj. grupy aldehydowe). 
Zdarza się jednak tak, że defekty w strukturze UiO dają także możliwość ciekawego wykorzystania tych MOF-ów. Przykładowo możliwa jest katalityczna aktywność niewysyconych koordynacyjnie klastrów.  

## Post-syntetyczna modyfikacja
MOF-y UiO mogą być post-syntetycznie modyfikowane w szerokim zakresie. W roku 2012 ukazała się praca opisująca wymianę jonów Zr4+ budujących klastry w UiO-66 na jony Ti4+ i Hf4+, które wykazują podobne do Zr4+ preferencje koordynacyjne. W tym samym roku opisano wymianę linkerów aminotereftalowych budujących UiO-66-NH2 na bromotereftalowe i odwrotnie. Dużo uwagi poświęcono kowalencyjnej modyfikacji UiO-66-NH2, który może reagować z chlorkami acylowymi, bezwodnikami kwasowymi, aldehydami i innymi związkami. Kowalencyjna modyfikacja UiO jest stosowana głównie w celu nadania mu nowych właściwości katalitycznych.